# Castidade

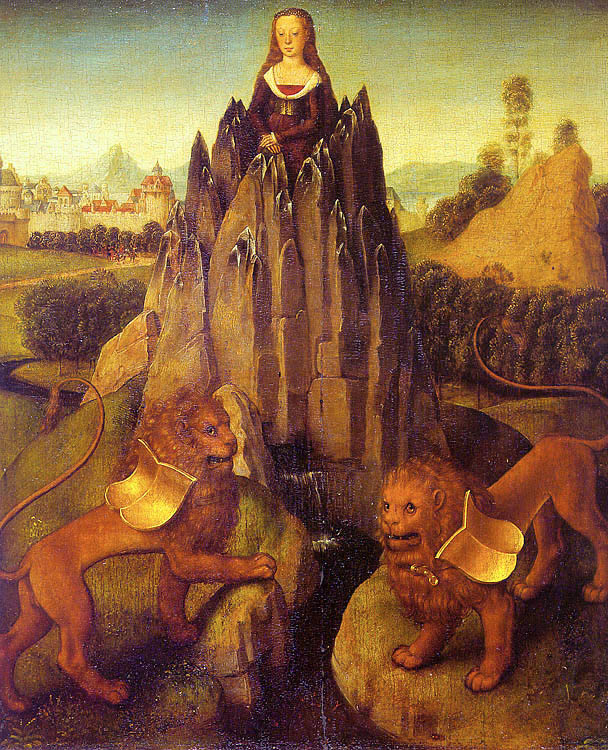
Alegoria da castidade (1475), por Hans Memling

Castidade é a pureza espiritual em relação ao sexo, significando, assim, a abstenção de conduta sexual desviante, conforme definido pelos padrões morais e diretrizes de uma cultura, civilização ou religião. O termo pode ser associado com a abstinência sexual, especialmente no contexto do sexo pré-marital e extraconjugal (e pode ser usado de forma intercambiável). Nas religiões abraâmicas, a castidade é uma das regras para manter-se ao lado de Deus. Nas religiões e crenças orientais, como o Budismo, a castidade é vista como o caminho para atingir a libertação ou iluminação dos sofrimentos e decepções humanas.

## Etimologia
A palavra "castidade" vem da palavra "casto", que, por vez, vem do latim castus, que significa "puro".

## Visões religiosas

### Igreja Católica
Para a igreja católica, a castidade antes do casamento é uma forma de conhecer o parceiro. A Igreja aceita que o desejo pelo prazer sexual faz parte da natureza humana, mas que a felicidade e o prazer não são sinônimos. O prazer poderia transformar o parceiro sexual em um meio, em um ato egoísta, enquanto o verdadeiro conhecimento do parceiro (amor) poderia estar sendo camuflado.
Sendo a virtude que modera o prazer vinculado à propagação da espécie, a castidade recebe também a denominação de Santa Pureza porque se crê ser impossível vivê-la sem a ajuda do Espírito Santo: a pureza cristã é “pureza santa”, um dom do Espírito Santo. Nesse sentido, ensinava o Papa João Paulo II que a pureza “é a glória de Deus no corpo humano” (cf. Audiência, 18/3/1981). Em termos negativos, consiste na “energia espiritual que liberta o amor do egoísmo e da agressividade” (CONSELHO PONTIFÍCIO PARA A FAMÍLIA, Sexualidade Humana, verdade e significado, n. 16).
Em relação à sexualidade, a Igreja Católica convida todos os seus fiéis a viverem na castidade, que é uma "virtude moral e um dom de Deus" que permite a "integração positiva da sexualidade na pessoa". Esta integração tem por objectivo tornar possível "a unidade interior do homem no seu ser corporal e espiritual", supondo por isso de "uma aprendizagem do domínio de si, que é uma pedagogia da liberdade humana. A alternativa é clara: ou o homem comanda as suas paixões e alcança a paz, ou se deixa dominar por elas e torna-se infeliz". "A virtude da castidade gira na órbita da virtude cardinal da temperança".
Logo, "todo o baptizado é chamado à castidade"  porque a sexualidade só se "torna pessoal e verdadeiramente humana quando integrada na relação de pessoa a pessoa, no dom mútuo total e temporalmente ilimitado, do homem e da mulher", ambos unidos pelo sacramento do Matrimónio (que é indissolúvel). Por isso, os actos sexuais só podem "ter lugar exclusivamente no Matrimónio; fora dele constituem sempre um pecado grave". Por estas razões, o sexo pré-marital, a pedofilia, "o adultério, a masturbação, a fornicação, a pornografia, a prostituição, o estupro" e os actos sexuais entre homossexuais são condenados pela Igreja como sendo "expressões do vício da luxúria".
Segundo esta mesma doutrina, atentam contra a castidade o recurso aos períodos infecundos por egoísmo, sem que existam motivos sérios. Também são condenadas a esterilização ou a contracepção, que são considerados atos intrinsecamente imorais, e portanto jamais justificáveis pelas circunstâncias.
O verdadeiro amor conjugal e matrimonial, onde a relação sexual é vivida dignamente, só é possível graças à castidade conjugal. Esta virtude permite uma vivência conjugal perfeita assente na fidelidade e na fecundidade matrimoniais, onde o Amor é vivido plenamente como uma comunhão de "dádiva mútua do eu, […] de afirmação mútua da dignidade de cada parceiro" e um "encontro de duas liberdades em entrega e receptividade mútuas". Na vivência deste amor, a sexualidade (e o sexo) torna-se "humana e totalmente humanizada", tornando-se também na grande expressão deste amor recíproco, onde o homem e a mulher se unem e se complementam.
Para além da castidade conjugal (que não implica a abstinência sexual dos casados), existem ainda diversos regimes de castidade: a virgindade ou o celibato consagrado (para os religiosos, as pessoas consagradas, os clérigos, etc.), e "a castidade na continência" ou abstinência (para os não casados).

#### Regimes de castidade
Todo cristão é chamado à castidade. O cristão se há "revestido de Cristo" (Gl 3, 27), modelo de toda castidade. Todos os fiéis cristãos são chamados a uma vida casta segundo o seu estado de vida particular. No momento do seu Batismo, o cristão se compromete a dirigir a sua afetividade na castidade.

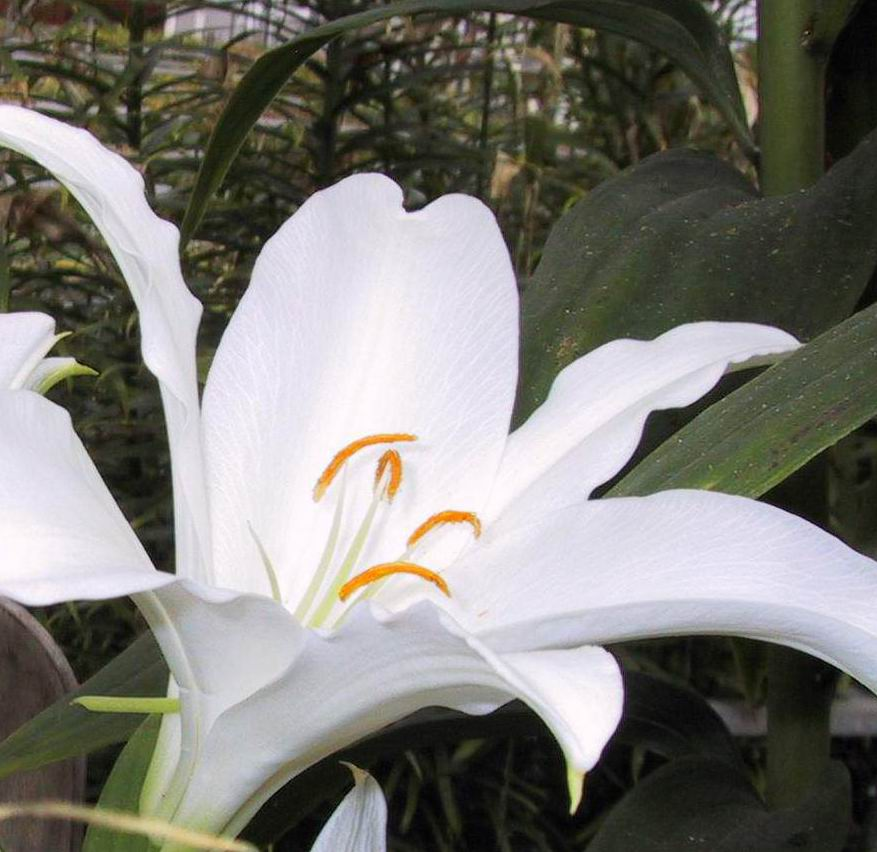
O Lírio é considerado um dos símbolos da pureza

Existem três formas da virtude da castidade: a dos esposos, a das viúvas e a da virgindade. As relações sexuais somente serão castas dentro do matrimônio.

#### Castidade conjugal
Para os casados significa fidelidade ao cônjuge e aos compromissos assumidos no matrimônio. Para o casado significa, também — mas não só — manter-se fiel ao matrimônio. Até porque o conceito de fidelidade é, per se, muitíssimo mais abrangente do que o concebe a compreensão ordinária (popular, vulgar).
Fidelidade é um atributo elevado, primeiramente da pessoa para consigo mesma, interior, de tal modo que "se alguém é fiel a outrem, certamente o é pelo fato de primeiramente o ser em seu íntimo. Pode-se mesmo fazer a seguinte inferência: quem é fiel (lato sensu) é casto e vice-versa.
Os esposos cristãos têm sempre presente que, segundo a doutrina de São Paulo, o matrimônio cristão é símbolo da união existente entre Cristo e a sua Igreja. O primeiro efeito deste amor é a união indissolúvel de corações, e por conseguinte, a inviolabilidade da fidelidade de um ao outro.
Os esposos devem respeitar a santidade do leito conjugal com a pureza de suas intenções e a honestidade de seu trato. Devem cumprir fiel e sinceramente o dever conjugal, pois tudo o que serve para a transmissão da vida é, não só lícito, como louvável, mas qualquer ato que se opuser a este fim primeiro constitui pecado grave.

#### Continência
Para os solteiros que aspirem ao matrimônio requer abstenção absoluta (continência) até o casamento, significa portanto abstinência. Para o solteiro, castidade, pela sua abrangência conceitual, tem, também — e compreensivelmente — o sentido de de manter-se virgem (casto, puro), até o casamento, como se o entenda na cultura onde vive.
A castidade oferece no cristianismo uma preparação espiritual para o sacerdócio, o matrimônio, a vida religiosa ou o celibato. O voto de castidade total é considerado obrigatório para os ministros consagrados (sacerdotes e bispos, assim como para as distintas ordens religiosas, tanto masculinas como femininas). Não obstante este voto absoluto não é requerido em outras igrejas cristãs como a protestante.
Porém a injunção bíblica da castidade não se refere de forma direta a uma obrigatoriedade ao celibato, que seria a completa abstinência sexual tanto que São Paulo na Primeira Epístola a Timóteo dá a seguinte recomendação: "2. Porque o bispo tem o dever de ser irrepreensível, casado uma só vez, sóbrio, prudente, regrado no seu proceder, hospitaleiro, capaz de ensinar, 3. não dado à bebida, nem brigão, mas indulgente, pacífico e sem interesse por dinheiro. 4. deve saber governar bem a sua casa, educar os seus filhos na obediência e na castidade". (I Timóteo 3:2-4 versão Bíblia Sagrada Ave-Maria)
Nos dias dos apóstolos os bispos poderiam casar e ter filhos, foi a partir do Sínodo de Elvira, em 304, que "ficou plenamente decidido impor aos bispos, aos presbíteros e aos diáconos, como a todos os clérigos no exercício do ministério, a seguinte proibição: que se abstenham das suas esposas e não gerem filhos; quem, porém, o fizer deve ser afastado do estado clerical." Conforme o Padre Chistian Cochini, jesuíta francês que estudou profundamente o tema.
É claro que a questão teológica gera inúmeros debates, tanto entre os católicos como entre os protestantes.
Segundo a moral cristã a castidade purifica o amor e o eleva, é a melhor forma de compreender e sobretudo de valorizar o amor.
Fidelidade é amor e respeito ao próximo e a Deus, é ser sincero aos seus compromissos e escolhas, é abnegação aos desejos da carne, a cobiça pelo próximo e ao alheio. Ser fiel é ter compromisso, e não apenas envolver se.

#### Virtudes auxiliares
- Pudor, que protege a intimidade e consiste na vergonha nascida do temor de realizar um ato indecoroso ou indigno. É uma espécie de sentinela de defesa da castidade.
- Humildade, que faz desconfiar de si mesmo e confiar em Deus e fugir das ocasiões que põem em perigo a castidade.
- Mortificação, que disciplina o amor ao deleite desordenado e ataca o mal pela raiz. A prática da sobriedade e às vezes do jejum ou de alguma penitência exterior.
- Laboriosidade, atividades físicas ou intelectuais, diligência e aplicação nos estudos e no cumprimento das próprias obrigações, que previnem os males e perigos decorrentes da ociosidade.
- Caridade, ou seja o amor de Deus, que, enchendo o coração o desocupa de afetos desordenados (Deus caritas est).
- Piedade, virtude que leva à devoção e à oração. Os católicos costumam ainda cultivar a devoção à Virgem Maria como protetora da virtude da castidade que também a denominam de "santa pureza".[15]

#### Ofensas à castidade
Dentro da moral cristã são consideradas ofensas graves contra a virtude da castidade:
- Luxúria, que constitui uma busca desordenada do prazer venéreo, uma vez que é buscado exclusivamente por si mesmo.
- Masturbação que é considerado um ato anti natura.
- Fornicação, vista como relações sexuais fora do matrimônio e as relações pré-matrimoniais.
- Homossexualidade, é considerada contraria à lei natural, fecha o ato sexual ao dom da vida.[16]
- Pornografia, segundo a moral cristã "desnaturaliza a finalidade do ato sexual".
- Prostituição
- Violação
- Incesto, são as principais ofensas contra a virtude da castidade.

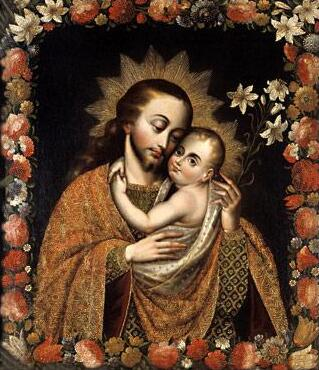
São José é apresentado pela Igreja Católica como modelo de castidade (Cuzco, séc. XVIII)

#### Santos e castidade
Todos os santos, notadamente, os reconhecidos pela Igreja Católica, leigos ou religiosos, de alguma forma sempre fizeram a apologia da castidade, desde os primórdios do cristianismo até os dias atuais. São Josemaria Escrivá, canonizado no último decênio do século XX, por exemplo, deixou escrito sobre a castidade:
Que bela é a santa pureza! Mas não é santa nem agradável a Deus, se a separamos da caridade. A caridade é a semente que crescerá e dará frutos saborosíssimos com a rega que é a pureza. Sem caridade, a pureza é infecunda, e as suas águas estéreis convertem as almas num lamaçal, num charco imundo, donde saem baforadas de soberba. 
A caridade teologal surge-nos, sem dúvida, como a mais alta das virtudes. Mas a castidade é o meio "sine qua non", uma condição imprescindível para se atingir o diálogo íntimo com Deus. E quando não é observada, quando não se luta, acaba-se cego; não se vê nada, porque o homem animal não pode perceber as coisas que são do Espírito de Deus.
Nós queremos olhar com olhos limpos, animados pela pregação do Mestre: "Bem-aventurados os que têm o coração puro, porque verão a Deus." A Igreja apresentou sempre estas palavras como um convite à castidade. Guardam um coração sadio, escreve São João Crisóstomo, "os que possuem uma consciência completamente limpa ou os que amam a castidade." Nenhuma virtude é tão necessária como esta para ver a Deus. 